# Рега
54°08′46″ пн. ш. 15°17′07″ сх. д. / 54.1462° пн. ш. 15.2854° сх. д.
Рега(пол. Rega) — друга за величиною річка на північному заході Польщі. Впадає в Балтійське море. Вона починається від озера Реско Ґурне (пол. Resko Górne), що лежить у мезорегіоні поозер'я Дравске (пол. Pojezierze Drawskie). Річка має низку приток, з яких найважливіші: Стара Рега(пол. Stara Rega), Лозниця (пол. Łoźnica), Реска Венґожа (пол. Reska Węgorza), П'яскова (пол. Piaskowa), Уклея (пол. Ukleja), Рекова (пол. Rekowa), Гардомінка(пол. Gardominka) і Молстова (пол. Mołstowa).

## Міста на річці
- Свідвин
- Лобез
- Ресько
- Плоти
- Грифіце
- Тшеб'ятув
- Мрежино